# SEK M
Spezialisierte Einsatzkräfte Marine (SEK M) (в переводе с нем. — Силы особого назначения ВМС) — специальное подразделение (батальон) ВМС Германии. Основной пункт базирования находится в городе Эккернфёрде.

## Назначение
Основные задачи — морской десант, захват и удержание побережья противника, диверсионные и антидиверсионные мероприятия, освобождение и эвакуация заложников.

## История
Подразделение было создано в 1997 году. Расформировано 1 апреля 2014 года в связи с созданием Seebataillon и Kommando Spezialkräfte der Marine.

## Структура
В состав SEK M входят подразделения:
- боевых пловцов,
- миноискателей,
- досмотровые.

## Вооружение
- Пистолет P99 (Walther)
- Пистолет P22 (Walther)
- Пистолет-пулемёт HK MP5 (Heckler & Koch)
- Пистолет-пулемёт HK MP7 (Heckler & Koch)
- Автомат HK G36 (Heckler & Koch)
- Пулемет HK21 (Heckler & Koch)
- Пулемет HK MG4 (Heckler & Koch)
- Снайперская винтовка HK PSG1 (Heckler & Koch)
- Снайперская винтовка DSR-1 (DSR-precision GmbH)
- Ручной гранатомет HK-69 (Heckler & Koch)
- Гранатомет Panzerfaust 3 (Dynamit — Nobel AG)
- Гранатомет Armbrust (Messerschmitt-Bolkow-Blohm)

## Известные случаи боевого применения
- ISAF — Афганистан
- ЮНИФИЛ — Ливан
- Операция «Несокрушимая свобода» — Африканский рог — Джибути